# 别诺
别诺（義大利語：Bieno），是意大利特伦托自治省的一个市镇。总面积11平方公里，人口447人，人口密度40.6人/平方公里（2009年）。ISTAT代码为022015。